# St. Kilian
St. Kilian is een plaats en voormalige gemeente in de Duitse deelstaat Thüringen, en maakt deel uit van de Landkreis Hildburghausen.
St. Kilian telt  inwoners.
St. Kilian werd op 6 juli 2018 opgenomen in de gemeente Schleusingen.